# Cyanoderma ambiguum
A Cyanoderma ambiguum a madarak osztályának verébalakúak (Passeriformes) rendjébe és a timáliafélék (Timaliidae) családjába tartozó faj.

## Rendszerezése
A fajt Herbert Hasting Harington írta le 1915-ben, a Stachyrhidopsis nembe Stachyrhidopsis rufifrons ambigua néven, egyes szervezetek jelenleg is ide sorolják  Stachyridopsis ambigua néven. Szerepelt a Stachyris nemben, Stachyris ambigua néven is.

## Alfajai
- Cyanoderma ambigua adjuncta (Deignan, 1939)
- Cyanoderma ambigua ambigua Harington, 1915
- Cyanoderma ambigua insuspecta (Deignan, 1939)
- Cyanoderma ambigua planicola (Mayr, 1941)

## Előfordulása
Dél- és Délkelet-Ázsiában, Banglades, India, Kambodzsa, Kína, Laosz, Malajzia, Mianmar, Thaiföld és Vietnám területén honos. 
Természetes élőhelyei a szubtrópusi vagy trópusi síkvidéki és hegyi esőerdők, valamint cserjések és másodlagos erdők. Állandó, nem vonuló faj.

## Megjelenése
Testhossza 15 centiméter.
|  |

## Természetvédelmi helyzete
Az elterjedési területe nagyon nagy, egyedszáma pedig stabil. A Természetvédelmi Világszövetség Vörös listáján nem fenyegetett fajként szerepel.